# Pejambon (Warung Asem)
Pejambon is een bestuurslaag in het regentschap Batang van de provincie Midden-Java, Indonesië. Pejambon telt 1378 inwoners (volkstelling 2010).